# Hiriberri (Arakil)
Pour les articles homonymes, voir Hiriberri.
Hiriberri (Villanueva ou Villanueva de Araquile en espagnol) est un village situé dans la commune d'Arakil dans la Communauté forale de Navarre, en Espagne. Il est doté du statut de concejo.
Hiriberri est situé dans la zone linguistique bascophone de Navarre.